# Theodore McEvoy
Sir Theodore Neuman McEvoy KCB CBE (* 21. November 1904; † 19. September 1991) war ein britischer Luftwaffenoffizier der Royal Air Force, der zuletzt von 1959 bis 1962 im Range eines Generals (Air Chief Marshal) Luftwaffensekretär (Air Secretary) im Luftfahrtministerium war.

## Leben

### Pilotenausbildung und Zweiter Weltkrieg
McEvoy begann seine fliegerische Ausbildung 1923 als Flight Cadet in der B-Squadron des Royal Air Force College Cranwell, der Offiziersschule der RAF. Nach Abschluss der Ausbildung, die er mit der Auszeichnung Sword of Honour abschloss, wurde er am 30. Juli 1925 zum Leutnant (Pilot Officer) befördert und als Berufssoldat (Permanent Commission) in die RAF aufgenommen. Im Anschluss wurde er Pilot bei der No. 41 (R) Squadron auf dem Militärflugplatz RAF Coningsby und wurde dort am 30. Januar 1927 zum Oberleutnant (Flying Officer) befördert. Während dieser Zeit begann er am 27. Januar 1928 einen Lehrgang als Flugingenieur beim Home Aircraft Depot auf dem Luftwaffenstützpunkt RAF Henlow. Nach Beendigung dieses Lehrgang wechselte er am 7. Oktober 1930 zum Ingenieurstab des Flugzeugdepot in Irak, an dem er am 5. November 1930 zum Hauptmann (Flight Lieutenant) befördert wurde und er bis September 1935 tätig war.
Im September 1935 übernahm McEvoy als Kommandeur (Commanding Officer) der No. 1 (F) Squadron und erhielt in dieser Verwendung am 1. April 1937 seine Beförderung zum Major (Squadron Leader). Nach dem Besuch des RAF Staff College, Andover 1937 wurde er am 1. Januar 1938 Offizier im Stab der Operationsabteilung der Heimatluftverteidigung und war seit dem 1. Januar 1941 mit verschiedenen Sonderaufgaben für militärische Operationen im Zweiten Weltkrieg betraut, ehe er im März 1941 zum Kommandeur des Luftwaffenstützpunktes RAF Northolt ernannt wurde. Für seine Verdienste wurde er am 1. Januar 1941 erstmals im Kriegsbericht erwähnt (Mentioned in dispatches) und empfing am 1. Juli 1941 auch das Offizierskreuz des Order of the British Empire (OBE).
Anschließend übernahm McEvoy am 5. Dezember 1941 die Leitung der Operationsgruppe im Hauptquartier des Angriffskommandos (RAF Fighter Command) und war anschließend 1942 Stabsoffizier in der Operationsabteilung des Luftwaffenstabes, ehe er Ende 1942 Leitender Stabsoffizier SASO (Senior Air Staff Officer) der auf dem Militärflugplatz RAF Uxbridge stationierten No. 11 Group RAF wurde. Am 20. November 1942 wurde er zum Oberstleutnant (Wing Commander) befördert, wobei diese Beförderung auf den 1. Juli 1941 zurückdatiert wurde. Nachdem er zwischen dem 3. Mai und dem 15. Juli 1943 Senior Air Staff Officer im Hauptquartier der Wüstenluftstreitkräfte (Desert Air Force), fungierte er seit dem 15. Juli 1943 bis zum Ende des Zweiten Weltkrieges als SASO der zur 2. Taktischen Luftflotte 2TAF (RAF Second Tactical Air Force) gehörenden No. 84 Group RAF. Am 24. September 1943 erhielt er den Kommandeurstitel des Orden Polonia Restituta und wurde am 1. Januar 1945 zum zweiten Mal im Kriegsbericht erwähnt.

### Aufstieg zum Air Chief Marshal
Nach Kriegsende wurde McEvoy 1945 Leiter der Abteilung für Stabsverwendungen im Luftwaffenstab und wurde am 14. Juni 1945 auch Commander des Order of the British Empire (CBE). Ferner wurde er in dieser Verwendung am 1. Januar 1946 zum Oberst (Group Captain) sowie ein Jahr darauf am 1. Januar 1947 zum Air Commodore befördert. Nachdem er 1948 das Imperial Defence College absolviert hatte, wurde er am 3. Januar 1949 Kommandeur (Air Officer Commanding) der No. 61 Group RAF.
Danach fungierte er zwischen dem 7. November 1950 und 1954 als Assistierender Chef des Luftwaffenstabes für Ausbildung (Assistant Chief of the Air Staff (Training)) und leitete in dieser Verwendung wesentliche Änderung bei der Pilotenausbildung der RAF ein wie zum Beispiel die Einführung der Anfängerschulflugzeuge der Typen Percival Provost und de Havilland DH.100 Vampire. Dabei war die maßgebliche Neuerung, dass unmittelbar im Anschluss an die Grundausbildung auf der mit Alvis-Leonides-Motoren ausgestatteten Percival Provost die Flugkadetten auf dem mit Strahltriebwerken versehenen de Havilland Vampire ausgebildet wurden, ohne sich einer weiteren Ausbildung auf Motorflugzeugen unterziehen zu müssen. Er wurde während dieser Verwendung am 1. Januar 1951 zu Generalmajor (Air Vice Marshal) befördert und zudem auch Companion des Order of the Bath (CB). 1954 wurde er Dozent der RAF am Imperial Defence College.
Nach seiner Beförderung zum Generalleutnant (Air Marshal) am 1. Mai 1956 wurde McEvoy, der an Spondylitis litt, am 2. Mai 1956 Chef des Stabes der Alliierten Luftstreitkräfte in Mitteleuropa AAFCE (Allied Air Forces Central Europe). Am 31. Mai 1956 wurde er zum Knight Commander des Order of the Bath geschlagen, so dass er fortan den Namenszusatz „Sir“ führte. Er erhielt am 1. November 1958 seine Beförderung zum General (Air Chief Marshal). Zuletzt war er seit dem 1. Mai 1959 als Nachfolger von Air Vice Marshal Denis Barnett Luftfahrtsekretär (Air Secretary) Verantwortlicher für die Laufbahnplanung, Beförderungen und Ernennungen von Offizieren der RAF im Luftfahrtministerium. Auf diesem Posten verblieb er bis zu seinem Ausscheiden aus dem aktiven militärischen Dienst am 19. November 1962. Sein Nachfolger als Air Secretary wurde Air Marshal William MacDonald. Zugleich war er bis zum 19. November 1962 auch Aide-de-camp von Königin Elisabeth II. für die Luftwaffe.
McEvoy engagierte sich als Vorsitzender der Segelflug-Vereinigung BGA (British Gliding Association).